# Marito per forza
Marito per forza (Love Is Better Than Ever) è un film del 1952 diretto da Stanley Donen.

## Produzione
La lavorazione del film, prodotto dalla Metro-Goldwyn-Mayer, durò da inizio dicembre 1950 fino alla fine di gennaio 1951.

## Distribuzione
Il copyright del film, richiesto dalla Loew's Inc., fu registrato il 25 dicembre 1951 con il numero LP1472.
Distribuito dalla Metro-Goldwyn-Mayer (MGM), il film uscì nelle sale cinematografiche USA il 23 febbraio 1952.